# Porrorhachis galbina
Porrorhachis galbina är en orkidéart som först beskrevs av Johannes Jacobus Smith, och fick sitt nu gällande namn av Leslie Andrew Garay. Porrorhachis galbina ingår i släktet Porrorhachis och familjen orkidéer. Inga underarter finns listade i Catalogue of Life.